# Neil Bartlett
Neil Bartlett, född 15 september 1932 i Newcastle upon Tyne, England, död 5 augusti 2008 i Walnut Creek, Kalifornien, var en professor emeritus i kemi vid University of California, Berkeley, som blev känd för att vara den första personen i historien som lyckats framställa en ädelgasförening (xenonhexafluorplatinat). Han tilldelades Davymedaljen 2002.

## Biografi
Bartletts intresse för kemi kan dateras tillbaka till ett experiment vid Heaton Grammar School när han bara var elva år gammal framställde "vackra, välformade" kristaller genom reaktion av vattenhaltig ammoniak med kopparsulfat. Han utforskade kemi genom att bygga ett provisoriskt laboratorium i sina föräldrars hem med kemikalier och glas som han köpte i en lokal butik. Han studerade sedan vid King's College, University of Durham (som senare blev Newcastle University) i England där han tog en kandidatexamen 1954 och därefter doktorsexamen 1958.
År 2000 blev han naturaliserad medborgare i USA. Han avled 2008 av ett brustet aortaaneurysm och bodde med sin hustru Christina Bartlett fram till sin död. De fick fyra barn.

## Karriär och vetenskapligt arbete
År 1958 började Bartletts karriär när han utsågs till föreläsare i kemi vid University of British Columbia i Vancouver i Kanada där han slutligen skulle nå rang som full professor. Under sin tid vid universitetet gjorde han sin upptäckt av att ädelgaser verkligen var tillräckligt reaktiva för att bilda bindningar. Han stannade där fram till 1966, då han flyttade till Princeton University som professor i kemi och medlem av forskningspersonalen vid Bell Laboratories. Han fortsatte 1969 till kemiavdelningen vid University of California, Berkeley där han verkade som professor i kemi fram till sin pension 1993. Han hade också en personlig forskartjänst vid Lawrence Berkeley National Laboratory från 1969 till 1999.
Bartletts huvudsakliga specialitet var fluorets kemi och föreningar som innehåller fluor. År 1962 framställde Bartlett den första ädelgasföreningen, xenonhexafluorplatinat, Xe+[PtF6]−. Detta motsade etablerade modeller av valensens natur, eftersom man trodde att alla ädelgaser var helt inerta mot kemisk kombination. Han producerade och reproducerade därefter flera andra fluorider av xenon som XeF2, Xenon XeF4 och XeF6. Genom att utnyttja lösningsmedlet och de grundläggande egenskaperna hos XeF6 kunde han förbereda den första femvalenta guldföreningen, Xe2F11+AuF6−. 

## Utmärkelser och hedersbetygelser
- Corday-Morgan Prize,  1962[1]
- Elliott Cresson-medaljen,  1968[2]
- American Chemical Society Award för oorganisk kemi,  1970[3]
- Welch's kemipris,  1976[4]
- William H. Nichols Medal Award,  1983[5]
- Linus Pauling Award,  1989[6]
- Hedersdoktor vid Nantes universitet,  1990[7]
- Davymedaljen,  2002[8]
- Fellow of the Royal Society
- Fellow of the American Academy of Arts and Sciences

[Redigera Wikidata]
År 2006 utsågs hans forskning om reaktiviteten hos ädelgaser gemensamt av American Chemical Society och Canadian Society for Chemistry (CSC) som ett internationellt historiskt kemiskt landmärke vid University of British Columbia som ett erkännande av dess betydelse, "grundläggande för den vetenskapliga förståelsen av den kemiska bindningen." Bartlett nominerades till Nobelpriset i kemi varje år mellan 1963 och 1966 men tilldelades aldrig priset.